# Fablo
Fablo es una localidad española, actualmente despoblada, perteneciente al municipio de Sabiñánigo, en la provincia de Huesca. Se sitúa en la Guarguera, comarca del Alto Gállego, en la comunidad autónoma de Aragón.

## Demografía
En el nomenclátor la población de la localidad de Fablo desde principios del siglo XX varía de la manera que se detalla a continuación.
| 80              | 72 | 56 | 52 | 49 | 33 | - | - | - | - |
| (Fuente: IAEST) |    |    |    |    |    |   |   |   |   |

No figura en el mismo desde 1960, por lo que puede preverse que localidad se despobló a finales de la década de los años 1950. Mientras estuvo poblada, la localidad perteneció al municipio histórico de Secorún.

## Geografía
Fablo, que se encuentra en la subcomarca conocida como Guarguera (por el río Guarga), se encuentra ubicada en un punto cercano a la divisoria de aguas de los ríos Basa y Guarga.

## Apodos
Los habitantes del lugar recibían diversos apodos por parte de los habitantes de pueblos vecinos: gente basta, zaragozanos, los de Zaragoza la pequeña, pan floriu (en aragonés pan florecido) o os del lugar d'o peine (en aragonés los del pueblo del peine). El dejar florecer el pan era algo denotativo de dejadez. Respecto del peine, la maledicencia de sus vecinos afirmaba que los de Fablo poseían entre todos un único peine, con lo que se quería resaltar la tosquedad de los habitantes de Fablo.

## Etimología
Algunos citan la voz latina fagus (haya) como etimología del lugar, a través de fagulus (o pequeña haya).

## Patrimonio arquitectónico
- Iglesia, de los siglos XVII y XVIII. Dotada de espadaña, nave única y una torre de planta rectangular.[4]
- Casco urbano. Plenamente representativo de la arquitectura popular de la Guarguera.[1] Son de destacar los símbolos propiciatorios de la buena suerte grabados en las portadas de las viviendas, como cruces o garras de águila.[1]
- Ermita de nuestra señora de Fragén, románica, siglo XII. Pertenece al despoblado medieval de Fragén. Planta rectangular con ábside semicircular. Está en ruinas.[5][4]
- Puente.[4]

## Patrimonio natural
En los bosques que cubren el territorio pueden hallarse las siguientes especies animales: urogallo, águila real, águila culebrera, águila calzada, quebrantahuesos, pito real, pito negro, o pico picapinos, respecto de las aves, y corzo, ardilla, gato montés, marmota, gineta, marta, tejón o garduña entre los mamíferos.

## Galería de imágenes

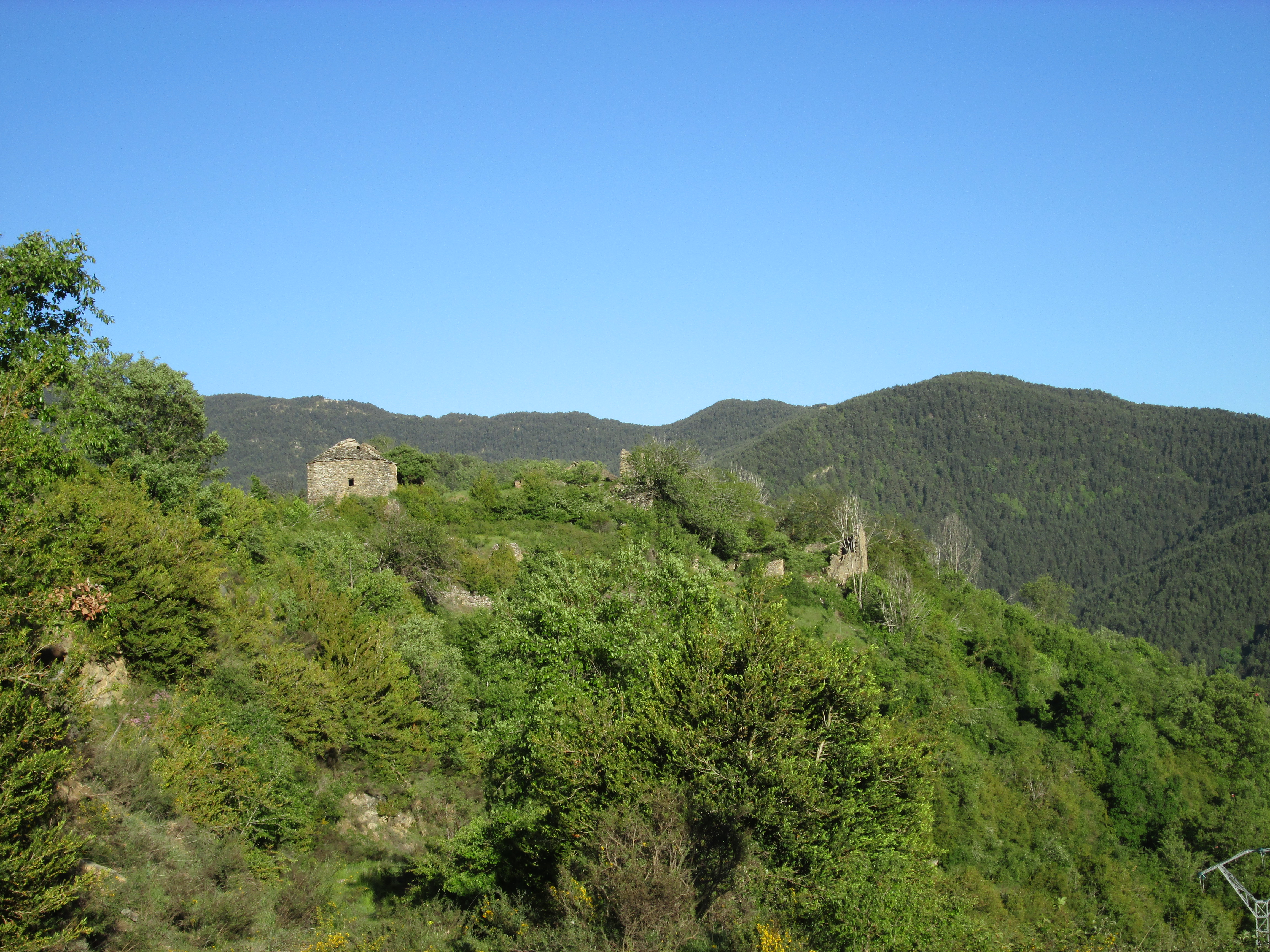
Vista del pueblo del camino a Fablo desde Orús
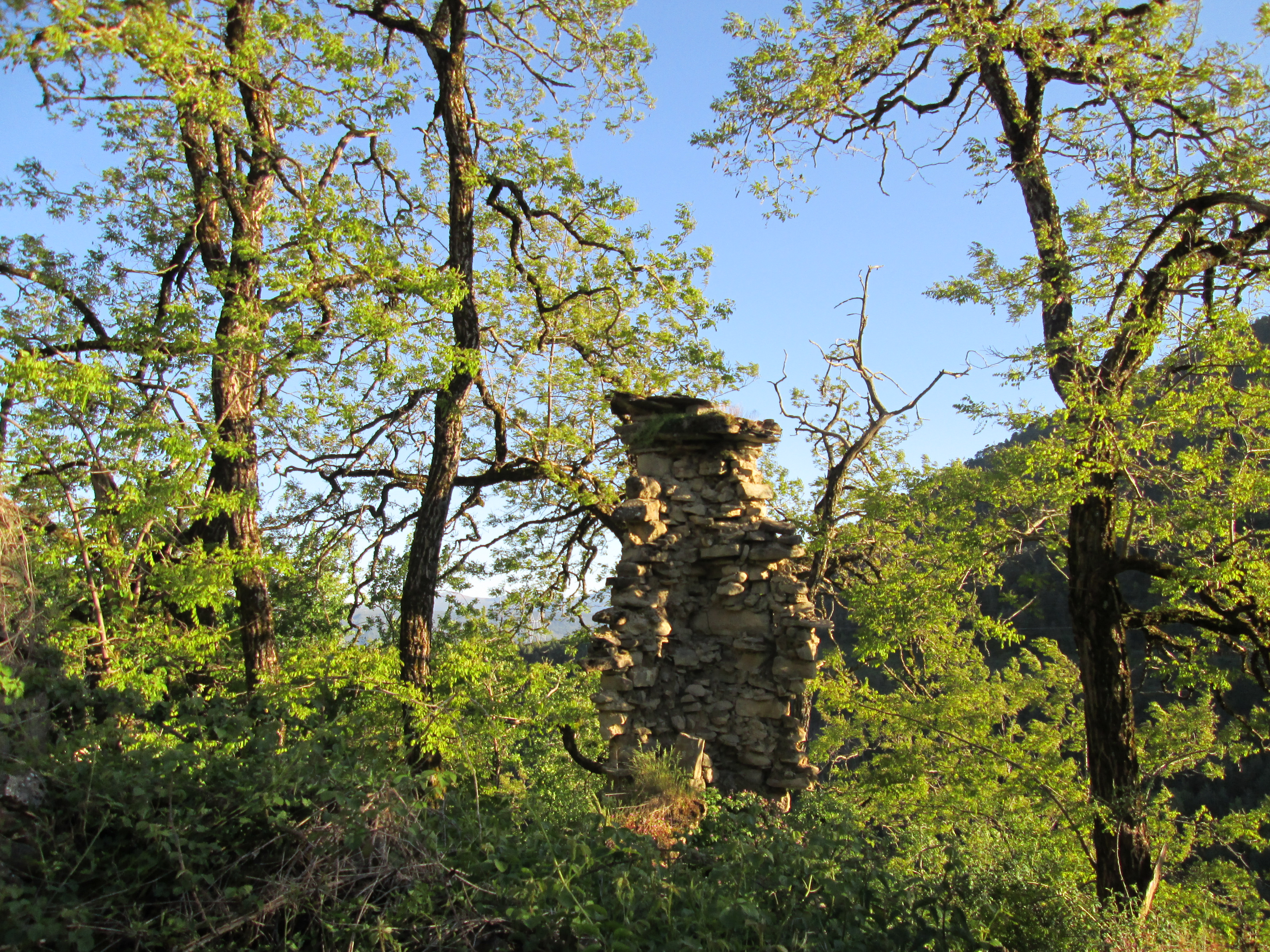
Casa en ruinas
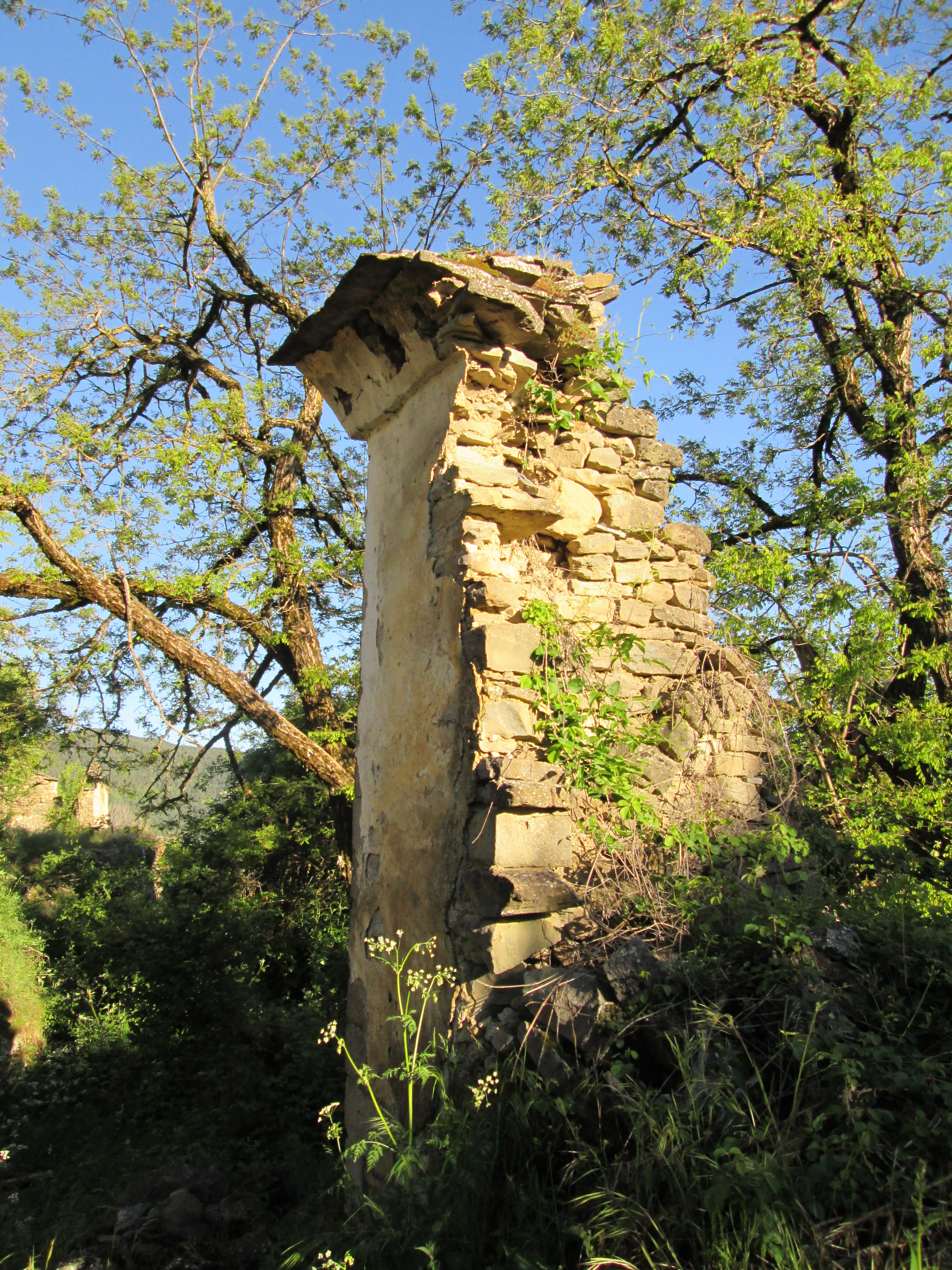
Casa en ruinas